# Хипогеомисы
Хипогеомисы (лат. Hypogeomys) — род крупных грызунов из семейства Nesomyidae. Эндемичен для Мадагаскара. В него включают один ныне живущий вид — воалаво, или мадагаскарский гигантский хомяк (Hypogeomys antimena), в настоящее время обладающий ограниченным ареалом и находящийся под угрозой исчезновения. Известен ещё один вид, описанный по субфоссилиям, возрастом несколько тысяч лет — Hypogeomys australis. Мадагаскарский гигантский хомяк достигает длины от 30 до 35 см, его хвост длиной от 21 до 25 см, что делает его самым крупным грызуном на Мадагаскаре, тогда как H. australis, видимо, был немного крупнее.